# Faaborg Bibliotek
Faaborg Bibliotek er Hovedbibliotek i Faaborg-Midtfyn Kommune. Biblioteket ligger i Herregårdscentret, et butikscenter i den nordlige del af byen. Faaborg-Midtfyn Bibliotekerne har 30 medarbejdere, og havde i 2016 omkring 24.000 bøger.